# Озенбак
Озенба́к (фр. Osenbach) — коммуна на северо-востоке Франции в регионе Гранд-Эст (бывший Эльзас — Шампань — Арденны — Лотарингия), департамент Верхний Рейн, округ Тан — Гебвиллер, кантон Вендзенем. До марта 2015 года коммуна административно входила в состав упразднённого кантона Руффак (округ Гебвиллер).
Площадь коммуны — 5,6 км², население — 884 человека (2006) с тенденцией к стабилизации: 885 человек (2012), плотность населения — 158,0 чел/км².

## Население
Численность населения коммуны в 2011 году составляла 884 человека, а в 2012 году — 885 человек.
| 1962 | 1968 | 1975 | 1982 | 1990 | 1999 | 2005 | 2006 | 2008 | 2011 | 2012 |
| ---- | ---- | ---- | ---- | ---- | ---- | ---- | ---- | ---- | ---- | ---- |
| 512  | 542  | 557  | 702  | 811  | 831  | 883  | 884  | 883  | 884  | 885  |

Динамика населения:

## Экономика
В 2010 году из 587 человек трудоспособного возраста (от 15 до 64 лет) 419 были экономически активными, 168 — неактивными (показатель активности 71,4 %, в 1999 году — 72,4 %). Из 419 активных трудоспособных жителей работали 399 человек (216 мужчин и 183 женщины), 20 числились безработными (13 мужчин и 7 женщин). Среди 168 трудоспособных неактивных граждан 52 были учениками либо студентами, 87 — пенсионерами, а ещё 29 — были неактивны в силу других причин.
На протяжении 2011 года в коммуне числилось 353 облагаемых налогом домохозяйства, в которых проживало 869 человек. При этом медиана доходов составила 24520 евро на одного налогоплательщика.

## Достопримечательности (фотогалерея)

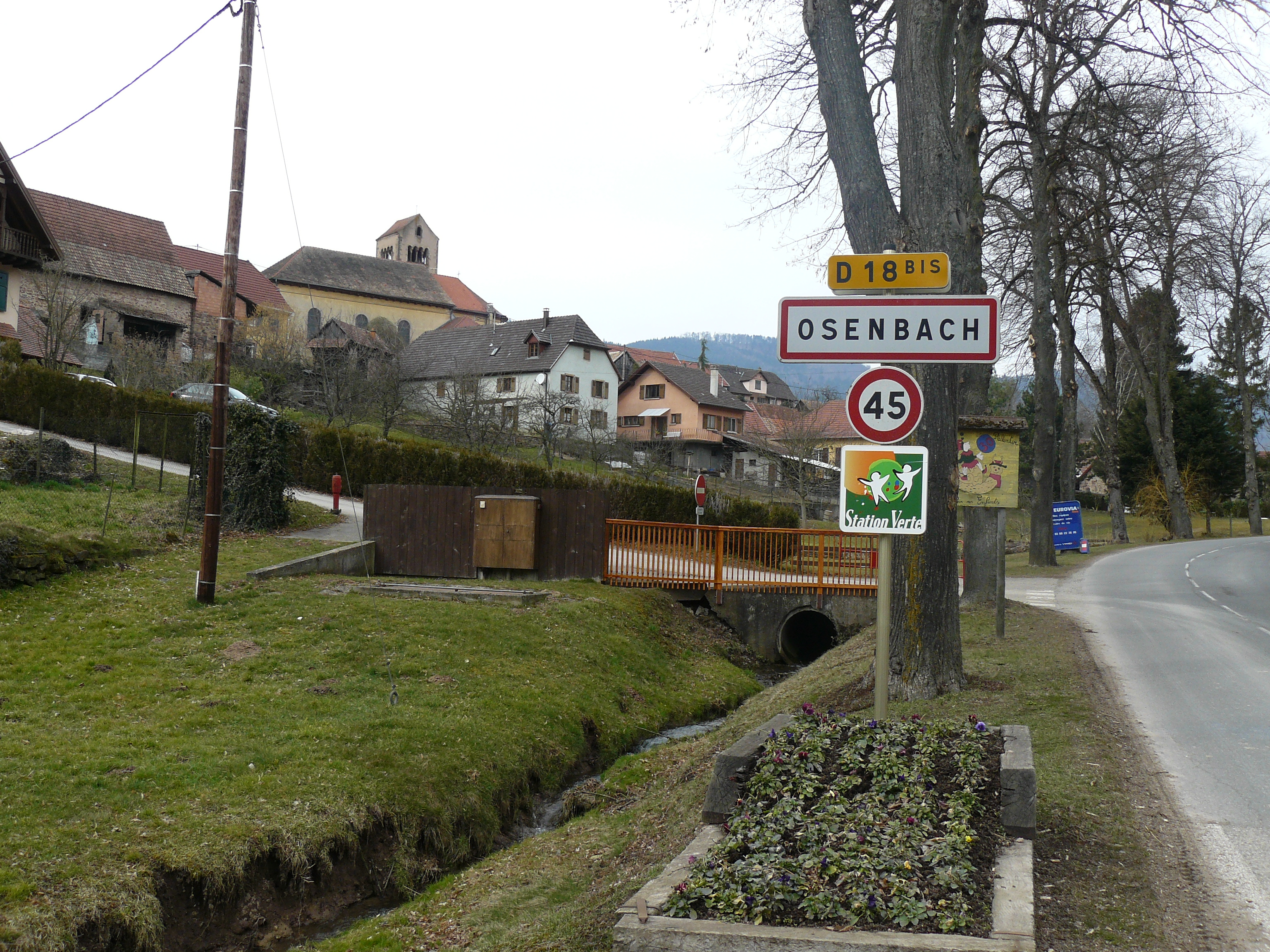
На въезде
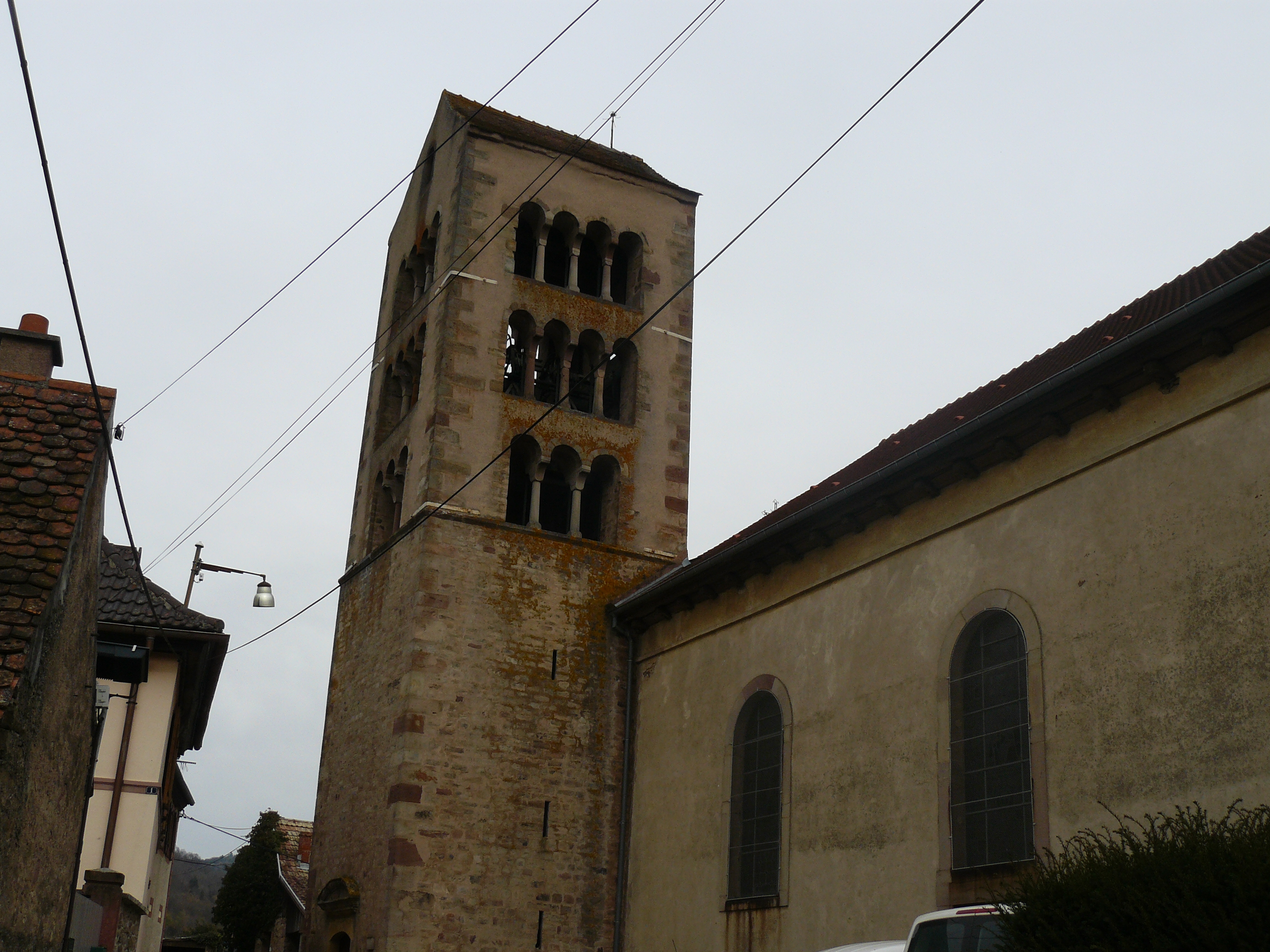
Церковь Сен-Этьен
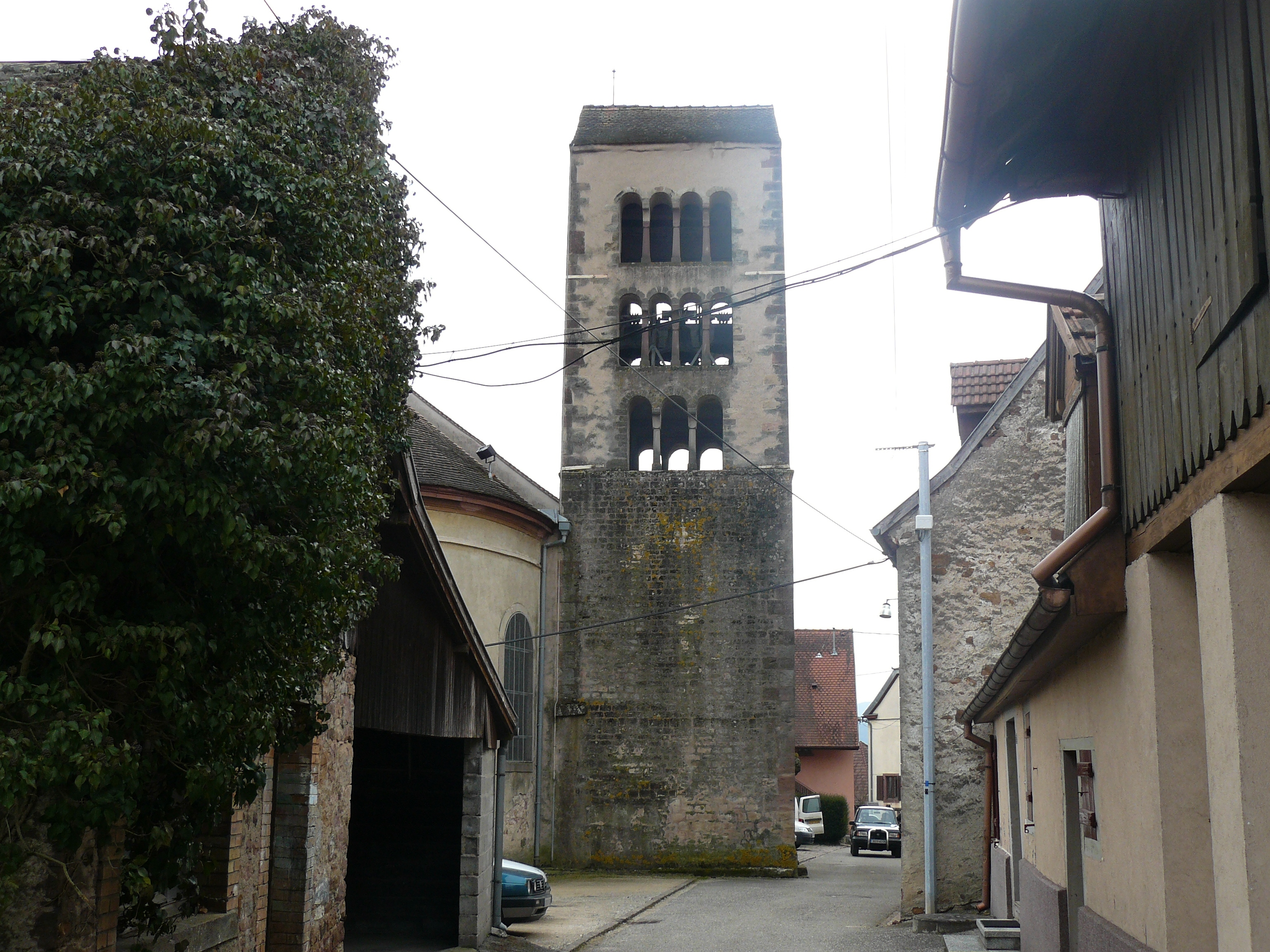
Колокольня церкви Сен-Этьен (XII век)
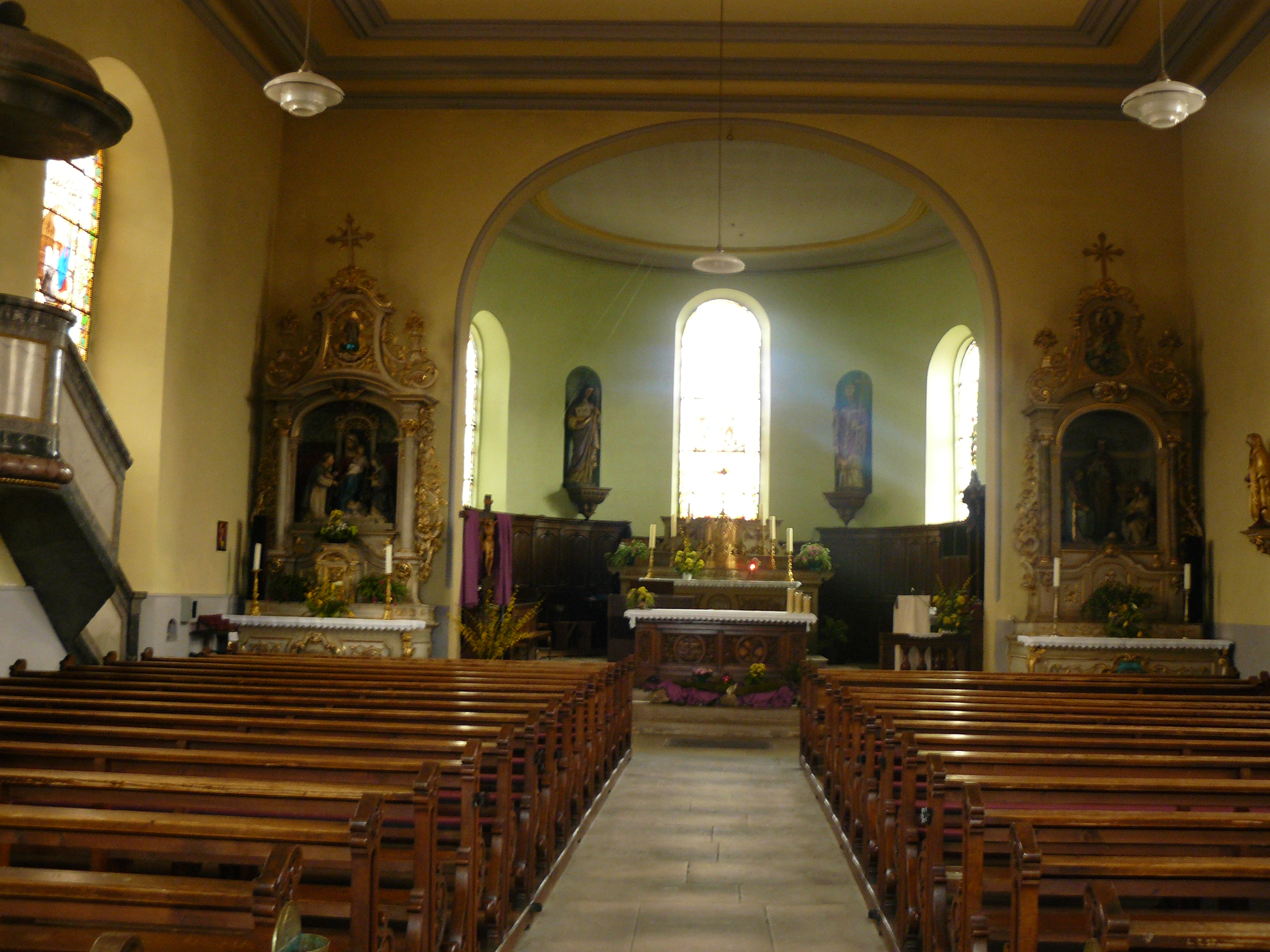
Интерьер